# Obsession (chanson)
Singles de EXO
Bird
(2019) Don't Fight the Feeling
(2021)
Obsession (chinois : 嗜) est un single du boys band sud-coréano-chinois EXO, sorti le 27 novembre 2019 en coréen et en mandarin, issu de leur sixième album du même nom.

## Composition
Écrit par Kenzie et produit par Dem Jointz, "Obsession" est décrit comme une chanson hip-hop avec des échantillons vocaux répétitifs sur un rythme lourd, ainsi qu'un refrain addictif imprégné d'R&B. Les paroles se basent sur un monologue simple qui traite la volonté de s'échapper de l'obscurité d'une terrible obsession.

## Clip-vidéo
Selon Billboard, Obsession met en scène les six membres d'EXO luttant pour la survie contre leurs homologues menaçants, X-EXO, les membres y arborent des looks contrastés. Tout au long du clip, chaque pair s'affrontent, tout en interprétant la chanson avec une chorégraphie stylisée, se terminant par un violent mouvement de la tête avant de passer à un plan du monde en train de se consumer.
Un autre clip montre le groupe dans leur salle d'entraînement, répétant la chorégraphie de la chanson, a été mise en ligne en guise de cadeau par l'agence, car le clip original avait franchi la barre des quarante millions de vues.

## Promotion
Le 30 novembre, EXO a commencé à promouvoir le single lors d'un événement spécial retransmis sur V Live, intitulé "EXO The Stage" où EXO et X-EXO interprètent chacun la chanson, la performance avait été pré-enregistrée la veille. Puis, ils l'ont interprété dans les émissions musicales sud-coréennes le 6 décembre. Le groupe l'a par la suite intégré au programme de leur cinquième tournée « EXpℓOration » à partir du 14 décembre 2019.

## Classements

### Classements hebdomadaires
| Classements                        | Meilleure position |
| ---------------------------------- | ------------------ |
| South Korea (Gaon)                 | 13                 |
| South Korea (Korea K-Pop Hot 100)  | 5                  |
| Japan (Japan Hot 100)              | 33                 |
| US World Digital Songs (Billboard) | 1                  |
| New Zealand Hot Singles (RMNZ)     | 21                 |

### Classement mensuel
| Classements        | Meilleure position |
| ------------------ | ------------------ |
| South Korea (Gaon) | 26                 |

## Programme de classements musicaux
| Programme                 | Date             |
| ------------------------- | ---------------- |
| Music Bank (KBS)          | 6 décembre 2019  |
| Music Bank (KBS)          | 13 décembre 2019 |
| Show! Music Core (MBC)    | 7 décembre 2019  |
| Show! Music Core (MBC)    | 14 décembre 2019 |
| Show Champion (MBC Music) | 11 décembre 2019 |

## Historique de sortie
| Pays         | Date             | Format               | Label            |
| ------------ | ---------------- | -------------------- | ---------------- |
| Corée du Sud | 27 novembre 2019 | Téléchargement légal | SM Entertainment |
| Monde entier | 27 novembre 2019 | Téléchargement légal | SM Entertainment |